# ATP-seizoen 1994
Het ATP-seizoen in 1994 bestond uit de internationale tennistoernooien, die door de ATP en ITF werden georganiseerd in het kalenderjaar 1994.
Het speelschema omvatte:
- 88 ATP-toernooien, bestaande uit de categorieën:
  - ATP Mercedes-Benz Super 9: 9
  - ATP Championship Series: 12
  - ATP World Series: 64
  - Tennis Masters Cup: 2 (eindejaarstoernooi voor de 8 beste tennissers/dubbelteams)
  - World Team Cup: landenteamtoernooi, geen ATP-punten.
- 7 ITF-toernooien, bestaande uit de:
  - 4 grandslamtoernooien;
  - Grand Slam Cup; eindejaarstoernooi voor de 16 beste tennissers van de grandslamtoernooien
  - Davis Cup: landenteamtoernooi;
  - Hopman Cup: landenteamtoernooi voor gemengde tenniskoppels, geen ATP-punten.

In de onderstaande tabellen staat het overzicht van de ATP-toernooien, aangevuld met de grand slams en teamwedstrijden die niet door de ATP maar door de ITF worden georganiseerd.

## Legenda
| Grand Slams             |
| Tennis Masters Cup      |
| ATP Super 9             |
| ATP Championship Series |
| ATP World Series        |
| Toernooien voor teams   |

### Codering
De codering voor het aantal deelnemers.
128S/128Q/64D/32X
- 128 deelnemers aan hoofdtoernooi (S)
- 128 aan het kwalificatietoernooi (Q)
- 64 koppels in het dubbelspel (D)
- 32 koppels in het gemengd dubbel (X).

Alle toernooien worden in principe buiten gespeeld, tenzij anders vermeld.
RR = groepswedstrijden, (i) = indoor

## Speelschema

### Januari
| Week van              | Toernooi | Winnaar(s)                       | Finalist(en)                         | Uitslag finale     | Details |
| --------------------- | --- | -------------------------------- | ------------------------------------ | ------------------ | ------- |
| 31 december           | Hopman Cup Perth, Australië ITF gemengd teamcompetitie - hardcourt (i) - 8 teams RR                                     | Tsjechië Petr Korda Jana Novotná | Duitsland Bernd Karbacher Anke Huber | 2-1                | Details |
| 3 januari             | Pure Milk Australian Men's hardcourt Championships Adelaide, Australië ATP World Series $ 288.750 - hardcourt - 32S/16D | Jevgeni Kafelnikov               | Aleksandr Volkov                     | 6-4, 6-3           | Details |
| 3 januari             | Pure Milk Australian Men's hardcourt Championships Adelaide, Australië ATP World Series $ 288.750 - hardcourt - 32S/16D | Mark Kratzmann Andrew Kratzmann  | David Adams Byron Black              | 6-4, 6-3           | Details |
| 3 januari             | Qatar ExxonMobil Open Doha, Qatar ATP World Series $ 500.000 - hardcourt - 32S/16D                                      | Stefan Edberg                    | Paul Haarhuis                        | 6-3, 6-2           | Details |
| 3 januari             | Qatar ExxonMobil Open Doha, Qatar ATP World Series $ 500.000 - hardcourt - 32S/16D                                      | Olivier Delaître Stéphane Simian | Shelby Cannon Byron Talbot           | 6-3, 6-3           | Details |
| 3 januari             | Oahu Open Oahu, Hawaï ATP World Series $ 288.750 - hardcourt - 32S/16D                                                  | Wayne Ferreira                   | Richey Reneberg                      | 6-4, 6-7(3), 6-1   | Details |
| 3 januari             | Oahu Open Oahu, Hawaï ATP World Series $ 288.750 - hardcourt - 32S/16D                                                  | Tom Nijssen Cyril Suk            | Alex O'Brien Jonathan Stark          | 6-4, 6-4           | Details |
| 10 januari            | Benson and Hedges Open Auckland, Nieuw-Zeeland ATP World Series $ 288.750 - hardcourt - 32S/16D                         | Magnus Gustafsson                | Patrick McEnroe                      | 6-4, 6-0           | Details |
| 10 januari            | Benson and Hedges Open Auckland, Nieuw-Zeeland ATP World Series $ 288.750 - hardcourt - 32S/16D                         | Patrick McEnroe Jared Palmer     | Grant Connell Patrick Galbraith      | 6-2, 4-6, 6-4      | Details |
| 10 januari            | Indonesian Men’s Open Jakarta, Indonesië ATP World Series $ 288.750 - hardcourt - 32S/16D                               | Michael Chang                    | David Rikl                           | 6-3, 6-3           | Details |
| 10 januari            | Indonesian Men’s Open Jakarta, Indonesië ATP World Series $ 288.750 - hardcourt - 32S/16D                               | Jonas Björkman Neil Borwick      | Jorge Lozano Jim Pugh                | 6-4, 6-1           | Details |
| 10 januari            | Peters New South Wales Open Sydney, Australië ATP World Series $ 288.750 - hardcourt - 32S/16D                          | Pete Sampras                     | Ivan Lendl                           | 7-6(5), 6-4        | Details |
| 10 januari            | Peters New South Wales Open Sydney, Australië ATP World Series $ 288.750 - hardcourt - 32S/16D                          | Darren Cahill Sandon Stolle      | Mark Kratzmann Laurie Warder         | 6-1, 7-6           | Details |
| 17 januari 24 januari | Australian Open Melbourne, Australië Grand Slam $ 2.646.694 - hardcourt 128S/128Q/64D/32X                               | Pete Sampras                     | Todd Martin                          | 7-6(4), 6-4, 6-4   | Details |
| 17 januari 24 januari | Australian Open Melbourne, Australië Grand Slam $ 2.646.694 - hardcourt 128S/128Q/64D/32X                               | Jacco Eltingh Paul Haarhuis      | Byron Black Jonathan Stark           | 6-7, 6-3, 6-4, 6-3 | Details |
| 17 januari 24 januari | Australian Open Melbourne, Australië Grand Slam $ 2.646.694 - hardcourt 128S/128Q/64D/32X                               | Larisa Neiland Andrej Olchovski  | Helena Suková Todd Woodbridge        | 7-5, 6-7(0), 6-2   | Details |
| 31 januari            | Open 13 Marseille, Frankrijk ATP World Series $ 513.750 - tapijt (i) - 32S/16D/                                         | Marc Rosset                      | Arnaud Boetsch                       | 7-6(6), 7-6(4)     | Details |
| 31 januari            | Open 13 Marseille, Frankrijk ATP World Series $ 513.750 - tapijt (i) - 32S/16D/                                         | Jan Siemerink Daniel Vacek       | Martin Damm Jevgeni Kafelnikov       | 6-7, 6-4, 6-1      | Details |
| 31 januari            | Dubai Tennis Open Dubai, Verenigde Arabische Emiraten ATP World Series $ 1.013.750 - hardcourt - 32S/16D                | Magnus Gustafsson                | Sergi Bruguera                       | 6-4, 6-2           | Details |
| 31 januari            | Dubai Tennis Open Dubai, Verenigde Arabische Emiraten ATP World Series $ 1.013.750 - hardcourt - 32S/16D                | Todd Woodbridge Mark Woodforde   | Darren Cahill John Fitzgerald        | 6-7, 6-4, 6-2      | Details |
| 31 januari            | Volvo Tennis Open San José, Verenigde Staten ATP World Series $ 288.750 - hardcourt (i) - 32S/16D                       | Renzo Furlan                     | Michael Chang                        | 3-6, 6-3, 7-5      | Details |
| 31 januari            | Volvo Tennis Open San José, Verenigde Staten ATP World Series $ 288.750 - hardcourt (i) - 32S/16D                       | Rick Leach Jared Palmer          | Byron Black Jonathan Stark           | 4-6, 6-4, 6-4      | Details |

### Februari
| Week van    | Toernooi | Winnaar(s)                      | Finalist(en)                    | Uitslag finale          | Details |
| ----------- | --- | ------------------------------- | ------------------------------- | ----------------------- | ------- |
| 7 februari  | Kroger St. Jude Memphis, Verenigde Staten ATP Championship Series $ 675.000 - hardcourt (i) - 48S/24D       | Todd Martin                     | Brad Gilbert                    | 6-4, 7-5                | Details |
| 7 februari  | Kroger St. Jude Memphis, Verenigde Staten ATP Championship Series $ 675.000 - hardcourt (i) - 48S/24D       | Byron Black Jonathan Stark      | Jim Grabb Jared Palmer          | 7-6, 6-4                | Details |
| 7 februari  | Muratti Time Indoor Milaan, Italië ATP Championship Series $ 688.750 - tapijt (i) - 32S/16D                 | Boris Becker                    | Petr Korda                      | 6-2, 3-6, 6-3           | Details |
| 7 februari  | Muratti Time Indoor Milaan, Italië ATP Championship Series $ 688.750 - tapijt (i) - 32S/16D                 | Tom Nijssen Cyril Suk           | Hendrik Jan Davids Piet Norval  | 4-6, 7-6, 7-6           | Details |
| 14 februari | Comcast U.S. Indoor Philadelphia, Verenigde Staten ATP Championship Series $ 588.750 - tapijt (i) - 32S/16D | Michael Chang                   | Paul Haarhuis                   | 6-3, 6-2                | Details |
| 14 februari | Comcast U.S. Indoor Philadelphia, Verenigde Staten ATP Championship Series $ 588.750 - tapijt (i) - 32S/16D | Jacco Eltingh Paul Haarhuis     | Jim Grabb Jared Palmer          | 6-3, 6-4                | Details |
| 14 februari | Eurocard Open Stuttgart, Duitsland ATP Championship Series $ 2.125.000 - tapijt (i) - 32S/16D               | Stefan Edberg                   | Goran Ivanišević                | 4-6, 6-4, 6-2, 6-2      | Details |
| 14 februari | Eurocard Open Stuttgart, Duitsland ATP Championship Series $ 2.125.000 - tapijt (i) - 32S/16D               | David Adams Andrej Olchovski    | Grant Connell Patrick Galbraith | 6-7, 6-4, 7-6           | Details |
| 21 februari | ABN AMRO World Tennis Tournament Rotterdam, Nederland ATP World Series $ 575.000 - tapijt (i) - 32S/16D     | Michael Stich                   | Wayne Ferreira                  | 4-6, 6-3, 6-0           | Details |
| 21 februari | ABN AMRO World Tennis Tournament Rotterdam, Nederland ATP World Series $ 575.000 - tapijt (i) - 32S/16D     | Jeremy Bates Jonas Björkman     | Jacco Eltingh Paul Haarhuis     | 6-4, 6-1                | Details |
| 21 februari | Tennis Channel Open Scottsdale, Verenigde Staten ATP World Series $ 288.750 - hardcourt - 32S/16D           | Andre Agassi                    | Luiz Mattar                     | 6-4, 6-3                | Details |
| 21 februari | Tennis Channel Open Scottsdale, Verenigde Staten ATP World Series $ 288.750 - hardcourt - 32S/16D           | Jan Apell Ken Flach             | Alex O'Brien Sandon Stolle      | 6-0, 6-4                | Details |
| 21 februari | Abierto Mexicano Telcel Mexico, Mexico ATP World Series $ 300.000 - gravel- 32S/16D                         | Thomas Muster                   | Roberto Jabali                  | 6-3 6-1                 | Details |
| 21 februari | Abierto Mexicano Telcel Mexico, Mexico ATP World Series $ 300.000 - gravel- 32S/16D                         | Francisco Montana Bryan Shelton | Luke Jensen Murphy Jensen       | 6-3, 6-4                | Details |
| 28 februari | Copenhagen Open Kopenhagen, Denemarken ATP World Series $ 188.750 - tapijt (i) - 32S/16D                    | Jevgeni Kafelnikov              | Daniel Vacek                    | 6-3, 7-5                | Details |
| 28 februari | Copenhagen Open Kopenhagen, Denemarken ATP World Series $ 188.750 - tapijt (i) - 32S/16D                    | Martin Damm Brett Steven        | David Prinosil Udo Riglewski    | 6-3, 6-4                | Details |
| 28 februari | Newsweek Champions Cup Indian Wells, Verenigde Staten ATP Super 9 $ 1.470.000 - hardcourt - 56S/28D         | Pete Sampras                    | Petr Korda                      | 4-6, 6-3, 3-6, 6-3, 6-2 | Details |
| 28 februari | Newsweek Champions Cup Indian Wells, Verenigde Staten ATP Super 9 $ 1.470.000 - hardcourt - 56S/28D         | Grant Connell Patrick Galbraith | Byron Black Jonathan Stark      | 7-5, 6-3                | Details |

### Maart
| Week van          | Toernooi                                                                                          | Winnaar(s)                         | Finalist(en)                      | Uitslag finale | Details |
| ----------------- | ------------------------------------------------------------------------------------------------- | ---------------------------------- | --------------------------------- | -------------- | ------- |
| 7 maart           | Torneo Ciuiad de Zaragoza Zaragoza, Spanje ATP World Series $ 200.000 - tapijt (i) - 32S/16D      | Magnus Larsson                     | Lars Rehmann                      | 6-4, 6-4       | Details |
| 7 maart           | Torneo Ciuiad de Zaragoza Zaragoza, Spanje ATP World Series $ 200.000 - tapijt (i) - 32S/16D      | Henrik Holm Anders Järryd          | Martin Damm Karel Novácek         | 7-5, 6-2       | Details |
| 7 maart 14 maart  | Lipton Championships Key Biscayne, Verenigde Staten ATP Super 9 $ 1.625.000 - hardcourt - 96S/48D | Pete Sampras                       | Andre Agassi                      | 5-7, 6-3, 6-3  | Details |
| 7 maart 14 maart  | Lipton Championships Key Biscayne, Verenigde Staten ATP Super 9 $ 1.625.000 - hardcourt - 96S/48D | Jacco Eltingh Paul Haarhuis        | Mark Knowles Jared Palmer         | 7-6, 7-6       | Details |
| 14 maart          | Grand Prix Hassan II Casablanca, Marokko ATP World Series $ 188.750 - gravel - 32S/16D            | Renzo Furlan                       | Karim Alami                       | 6-2, 6-2       | Details |
| 14 maart          | Grand Prix Hassan II Casablanca, Marokko ATP World Series $ 188.750 - gravel - 32S/16D            | David Adams Menno Oosting          | Cristian Brandi Federico Mordegan | 6-3, 6-4       | Details |
| 25 maart 27 maart | Davis Cup (1e ronde)                                                                              |                                    |                                   |                | Details |
| 28 maart          | South African Open Sun City, Zuid-Afrika ATP World Series $ 288.750 - hardcourt - 32S/16D         | Markus Zoecke                      | Hendrik Dreekmann                 | 6-4, 6-1       | Details |
| 28 maart          | South African Open Sun City, Zuid-Afrika ATP World Series $ 288.750 - hardcourt - 32S/16D         | MMarius Barnard Brent Haygarth     | Ellis Ferreira Grant Stafford     | 6-3, 7-5       | Details |
| 28 maart          | Estoril Open Estoril, Portugal ATP World Series $ 500.000 - gravel - 32S/16D                      | Carlos Costa                       | Andrej Medvedev                   | 4-6, 7-5, 6-4  | Details |
| 28 maart          | Estoril Open Estoril, Portugal ATP World Series $ 500.000 - gravel - 32S/16D                      | Cristiano Brandi Federico Mordegan | Richard Krajicek Menno Oosting    | Walk-over      | Details |
| 28 maart          | Salem Open Osaka Osaka, Japan ATP World Series $ 625.000 - hardcourt - 32S/16D                    | Pete Sampras                       | Lionel Roux                       | 6-2, 6-2       | Details |
| 28 maart          | Salem Open Osaka Osaka, Japan ATP World Series $ 625.000 - hardcourt - 32S/16D                    | Martin Damm Sandon Stolle          | David Adams Andrej Olchovski      | 6-4, 6-4       | Details |

### April
| Week van | Toernooi | Winnaar(s)                           | Finalist(en)                        | Uitslag finale      | Details |
| -------- | --- | ------------------------------------ | ----------------------------------- | ------------------- | ------- |
| 4 april  | Japan Open Tokio, Japan ATP Championship Series $ 928.750 - hardcourt - 56S/28D                                | Pete Sampras                         | Michael Chang                       | 6-4, 6-2            | Details |
| 4 april  | Japan Open Tokio, Japan ATP Championship Series $ 928.750 - hardcourt - 56S/28D                                | Henrik Holm Anders Järryd            | Sébastien Lareau Patrick McEnroe    | 7-6, 6-1            | Details |
| 4 april  | Trofeo Conde de Godó Renault Open Barcelona, Spanje ATP Championship Series $ 775.000 - gravel - 56S/28D       | Richard Krajicek                     | Carlos Costa                        | 6-4, 7-6(6), 6-2    | Details |
| 4 april  | Trofeo Conde de Godó Renault Open Barcelona, Spanje ATP Championship Series $ 775.000 - gravel - 56S/28D       | Jevgeni Kafelnikov David Rikl        | Jim Courier Javier Sánchez          | 5-7, 6-1, 6-4       | Details |
| 11 april | Hong Kong Open Hongkong, Hongkong ATP World Series $ 295.000 - hardcourt - 32S/16D                             | Michael Chang                        | Patrick Rafter                      | 6-1, 6-3            | Details |
| 11 april | Hong Kong Open Hongkong, Hongkong ATP World Series $ 295.000 - hardcourt - 32S/16D                             | Jim Grabb Brett Steven               | Jonas Björkman Patrick Rafter       | Walk-over           | Details |
| 11 april | Philips Open Nice, Frankrijk ATP World Series $ 288.750 - gravel - 32S/16D                                     | Alberto Berasategui                  | Jim Courier                         | 6-4, 6-2            | Details |
| 11 april | Philips Open Nice, Frankrijk ATP World Series $ 288.750 - gravel - 32S/16D                                     | Javier Sánchez Mark Woodforde        | Hendrik Jan Davids Piet Norval      | 7-5, 6-3            | Details |
| 11 april | U.S. Men's Clay Court Championships Birmingham, Verenigde Staten ATP World Series $ 288.750 - gravel - 32S/16D | Jason Stoltenberg                    | Gabriel Markus                      | 6-3, 6-4            | Details |
| 11 april | U.S. Men's Clay Court Championships Birmingham, Verenigde Staten ATP World Series $ 288.750 - gravel - 32S/16D | Richey Reneberg Christo van Rensburg | Brian MacPhie David Witt            | 2-6, 6-3, 6-2       | Details |
| 18 april | Monte Carlo Masters Monte Carlo, Monaco ATP Super 9 $ 1.470.000 - gravel - 56S/28D                             | Andrej Medvedev                      | Sergi Bruguera                      | 7-5, 6-1, 6-3       | Details |
| 18 april | Monte Carlo Masters Monte Carlo, Monaco ATP Super 9 $ 1.470.000 - gravel - 56S/28D                             | Nicklas Kulti Magnus Larsson         | Jevgeni Kafelnikov Daniel Vacek     | 3-6, 7-6, 6-4       | Details |
| 18 april | Seoul Open Seoul, Zuid-Korea ATP World Series $ 188.750 - hardcourt - 32S/16D                                  | Jeremy Bates                         | Jörn Renzenbrink                    | 6-4, 6-7(6), 6-3    | Details |
| 18 april | Seoul Open Seoul, Zuid-Korea ATP World Series $ 188.750 - hardcourt - 32S/16D                                  | Stéphane Simian Kenny Thorne         | Kent Kinnear Sébastien Lareau       | 6-4, 3-6, 7-5       | Details |
| 25 april | BMW Open München, Duitsland ATP World Series $ 400.000 - gravel - 32S/16D                                      | Michael Stich                        | Petr Korda                          | 6-2, 2-6, 6-3       | Details |
| 25 april | BMW Open München, Duitsland ATP World Series $ 400.000 - gravel - 32S/16D                                      | Jevgeni Kafelnikov David Rikl        | Boris Becker Petr Korda             | 7-6, 7-5            | Details |
| 25 april | AT&T Challenge Atlanta, Verenigde Staten ATP World Series $ 288.750 - gravel - 32S/16D                         | Michael Chang                        | Todd Martin                         | 6-7(4), 7-6(4), 6-0 | Details |
| 25 april | AT&T Challenge Atlanta, Verenigde Staten ATP World Series $ 288.750 - gravel - 32S/16D                         | Jared Palmer Richey Reneberg         | Francisco Montana Jim Pugh          | 4-6, 7-6, 6-4       | Details |
| 25 april | Madrid Tennis Grand Prix Madrid, Spanje ATP World Series $ 775.000 - gravel - 32S/16D                          | Thomas Muster                        | Sergi Bruguera                      | 6-2, 3-6, 6-4, 7-5  | Details |
| 25 april | Madrid Tennis Grand Prix Madrid, Spanje ATP World Series $ 775.000 - gravel - 32S/16D                          | Rikard Bergh Menno Oosting           | Jean-Philippe Fleurian Jakob Hlasek | 6-3, 6-4            | Details |

### Mei
| Week van      | Toernooi | Winnaar(s)                     | Finalist(en)                    | Uitslag finale     | Details |
| ------------- | --- | ------------------------------ | ------------------------------- | ------------------ | ------- |
| 2 mei         | Panasonic German Open Hamburg, Duitsland ATP Super 9 $ 1.470.000 - gravel - 56S/28D                            | Andrej Medvedev                | Jevgeni Kafelnikov              | 6-4, 6-4, 3-6, 6-3 | Details |
| 2 mei         | Panasonic German Open Hamburg, Duitsland ATP Super 9 $ 1.470.000 - gravel - 56S/28D                            | Scott Melville Piet Norval     | Henrik Holm Anders Järryd       | 6-3, 6-4           | Details |
| 2 mei         | USTA Clay Court Classic Pinehurst, Verenigde Staten ATP World Series $ 250.000- gravel - 32S/16D               | Jared Palmer                   | Todd Martin                     | 6-4, 7-6(5)        | Details |
| 2 mei         | USTA Clay Court Classic Pinehurst, Verenigde Staten ATP World Series $ 250.000- gravel - 32S/16D               | Todd Woodbridge Mark Woodforde | Jared Palmer Richey Reneberg    | 6-2, 3-6, 6-3      | Details |
| 9 mei         | America's Red Clay Championships Coral Springs, Verenigde Staten ATP World Series $ 215.000 - gravel - 32S/16D | Luiz Mattar                    | Jamie Morgan                    | 6-4, 3-6, 6-3      | Details |
| 9 mei         | America's Red Clay Championships Coral Springs, Verenigde Staten ATP World Series $ 215.000 - gravel - 32S/16D | Lan Bale Brett Steven          | Ken Flach Stéphane Simian       | 6-3, 7-5           | Details |
| 9 mei         | Internazionali d'Italia Rome, Italië ATP Super 9 $ 1.750.000 - gravel - 64S/32D                                | Pete Sampras                   | Boris Becker                    | 6-1, 6-2, 6-2      | Details |
| 9 mei         | Internazionali d'Italia Rome, Italië ATP Super 9 $ 1.750.000 - gravel - 64S/32D                                | Jevgeni Kafelnikov David Rikl  | Wayne Ferreira Javier Sánchez   | 6-1, 7-5           | Details |
| 16 mei        | Peugeot World Team Cup Düsseldorf, Duitsland ATP World Team Championship $ 1.500.000 - gravel - 8 teams (RR)   | Duitsland                      | Spanje                          | 2-1                | Details |
| 16 mei        | Bologna Outdoor Bologna, Italië ATP World Series $ 288.750 - gravel - 32S/16D                                  | Javier Sánchez                 | Alberto Berasategui             | 7-6(3), 4-6, 6-3   | Details |
| 16 mei        | Bologna Outdoor Bologna, Italië ATP World Series $ 288.750 - gravel - 32S/16D                                  | John Fitzgerald Patrick Rafter | Vojtech Flegl Andrew Florent    | 6-3, 6-3           | Details |
| 23 mei 30 mei | Roland Garros Parijs, Frankrijk Grand Slam $ 4.090.101 - gravel 128S/128Q/64D/48X                              | Sergi Bruguera                 | Alberto Berasategui             | 6-3, 7-5, 2-6, 6-1 | Details |
| 23 mei 30 mei | Roland Garros Parijs, Frankrijk Grand Slam $ 4.090.101 - gravel 128S/128Q/64D/48X                              | Byron Black Jonathan Stark     | Jan Apell Jonas Björkman        | 6-4, 7-6(5)        | Details |
| 23 mei 30 mei | Roland Garros Parijs, Frankrijk Grand Slam $ 4.090.101 - gravel 128S/128Q/64D/48X                              | Kristie Boogert Menno Oosting  | Larisa Neiland Andrej Olchovski | 7-5, 3-6, 7-5      | Details |

### Juni
| Week van        | Toernooi | Winnaar(s)                     | Finalist(en)                    | Uitslag finale      | Details |
| --------------- | --- | ------------------------------ | ------------------------------- | ------------------- | ------- |
| 6 juni          | Stella Artois Championships Londen, Verenigd Koninkrijk ATP World Series $ 600.000 - gras - 56S/28D               | Todd Martin                    | Pete Sampras                    | 7-6(4), 7-6(4)      | Details |
| 6 juni          | Stella Artois Championships Londen, Verenigd Koninkrijk ATP World Series $ 600.000 - gras - 56S/28D               | Jan Apell Jonas Björkman       | Todd Woodbridge Mark Woodforde  | 3-6, 7-6, 6-4       | Details |
| 6 juni          | The Continental grass Court Championships Rosmalen, Nederland ATP World Series $ 288.750 - gras - 32S/16D         | Richard Krajicek               | Karsten Braasch                 | 6-3, 6-4            | Details |
| 6 juni          | The Continental grass Court Championships Rosmalen, Nederland ATP World Series $ 288.750 - gras - 32S/16D         | Stephen Noteboom Fernon Wibier | Diego Nargiso Peter Nyborg      | 6-3, 1-6, 7-6       | Details |
| 6 juni          | Torneo Internazionale “Citta di Firenze” Florence, Italië ATP World Series $ 288.750 - gravel - 32S/16D           | Marcelo Filippini              | Richard Fromberg                | 3-6, 6-3, 6-3       | Details |
| 6 juni          | Torneo Internazionale “Citta di Firenze” Florence, Italië ATP World Series $ 288.750 - gravel - 32S/16D           | Jon Ireland Kenny Thorne       | Neil Broad Greg Van Emburgh     | 7-6, 6-3            | Details |
| 13 juni         | Gerry Weber Open Halle, Duitsland ATP World Series $ 500.000 - gras - 32S/16D                                     | Michael Stich                  | Magnus Larsson                  | 6-4, 4-6, 6-3       | Details |
| 13 juni         | Gerry Weber Open Halle, Duitsland ATP World Series $ 500.000 - gras - 32S/16D                                     | Olivier Delaître Guy Forget    | Henri Leconte Gary Muller       | 6-4, 6-7, 6-4       | Details |
| 13 juni         | Direct Line Insurance Manchester Open Manchester, Verenigd Koninkrijk ATP World Series $ 290.000 - gras - 32S/16D | Patrick Rafter                 | Wayne Ferreira                  | 7-6(5), 7-6(4)      | Details |
| 13 juni         | Direct Line Insurance Manchester Open Manchester, Verenigd Koninkrijk ATP World Series $ 290.000 - gras - 32S/16D | Rick Leach Danie Visser        | Scott Davis Trevor Kronemann    | 6-4, 4-6, 7-6       | Details |
| 13 juni         | Hypo Group Tennis International Sankt Pölten, Oostenrijk ATP World Series $ 300.000 - gravel - 32S/16D            | Thomas Muster                  | Tomás Carbonell                 | 4-6, 6-2, 6-4       | Details |
| 13 juni         | Hypo Group Tennis International Sankt Pölten, Oostenrijk ATP World Series $ 300.000 - gravel - 32S/16D            | Vojtech Flegl Andrew Florent   | Adam Malik Jeff Tarango         | 3-6, 6-1, 6-4       | Details |
| 20 juni 27 juni | Wimbledon Londen, Verenigd Koninkrijk Grand Slam £ 5.682.170 - gras 128S/128Q/64D/16Q/64X                         | Pete Sampras                   | Goran Ivanišević                | 7-6(2), 7-6(5), 6-0 | Details |
| 20 juni 27 juni | Wimbledon Londen, Verenigd Koninkrijk Grand Slam £ 5.682.170 - gras 128S/128Q/64D/16Q/64X                         | Todd Woodbridge Mark Woodforde | Grant Connell Patrick Galbraith | 7-6(3), 6-3, 6-1    | Details |
| 20 juni 27 juni | Wimbledon Londen, Verenigd Koninkrijk Grand Slam £ 5.682.170 - gras 128S/128Q/64D/16Q/64X                         | Helena Suková Todd Woodbridge  | Lori McNeil T.J. Middleton      | 3-6, 7-5, 6-3       | Details |

### Juli
| Week van        | Toernooi | Winnaar(s)                      | Finalist(en)                   | Uitslag finale     | Details |
| --------------- | --- | ------------------------------- | ------------------------------ | ------------------ | ------- |
| 4 juli          | Miller Lite Hall of Fame Tennis Championships Newport, Verenigde Staten ATP World Series $ 215.000 - gras - 32S/16D | David Wheaton                   | Todd Woodbridge                | 6-4, 3-6, 7-6(5)   | Details |
| 4 juli          | Miller Lite Hall of Fame Tennis Championships Newport, Verenigde Staten ATP World Series $ 215.000 - gras - 32S/16D | Alex Antonitsch Greg Rusedski   | Kent Kinnear David Wheaton     | 6-4, 3-6, 6-4      | Details |
| 4 juli          | Swedish Open Båstad, Zweden ATP World Series $ 288.750 - gravel - 32S/16D                                           | Bernd Karbacher                 | Horst Skoff                    | 6-4, 6-3           | Details |
| 4 juli          | Swedish Open Båstad, Zweden ATP World Series $ 288.750 - gravel - 32S/16D                                           | Jan Apell Jonas Björkman        | Nicklas Kulti Mikael Tillström | 6-2, 6-3           | Details |
| 4 juli          | RADO Swiss Open Gstaad, Zwitserland ATP World Series $ 455.000 - gravel - 32S/16D                                   | Sergi Bruguera                  | Guy Forget                     | 3-6, 7-5, 6-2, 6-1 | Details |
| 4 juli          | RADO Swiss Open Gstaad, Zwitserland ATP World Series $ 455.000 - gravel - 32S/16D                                   | Sergio Casal Emilio Sánchez     | Menno Oosting Daniel Vacek     | 7-6, 6-4           | Details |
| 15 juli 17 juli | Davis Cup (kwartfinale)                                                                                             |                                 |                                |                    | Details |
| 18 juli         | Mercedes Cup Stuttgart, Duitsland ATP Championship Series $ 915.000 - gravel - 48S/24D                              | Alberto Berasategui             | Andrea Gaudenzi                | 7-5, 6-3, 7-6(5)   | Details |
| 18 juli         | Mercedes Cup Stuttgart, Duitsland ATP Championship Series $ 915.000 - gravel - 48S/24D                              | Scott Melville Piet Norval      | Jacco Eltingh Paul Haarhuis    | 7-6, 7-5           | Details |
| 18 juli         | Legg Mason Tennis Classic Washington, Verenigde Staten ATP Championship Series $ 525.000 - hardcourt - 56S/28D      | Stefan Edberg                   | Jason Stoltenberg              | 6-4, 6-2           | Details |
| 18 juli         | Legg Mason Tennis Classic Washington, Verenigde Staten ATP Championship Series $ 525.000 - hardcourt - 56S/28D      | Grant Connell Patrick Galbraith | Jonas Björkman Jakob Hlasek    | 6-4, 4-6, 6-3      | Details |
| 25 juli         | Dutch Open Hilversum, Nederland ATP World Series $ 275.000 - gravel - 32S/16D                                       | Karel Novácek                   | Richard Fromberg               | 7-5, 6-4, 7-6(7)   | Details |
| 25 juli         | Dutch Open Hilversum, Nederland ATP World Series $ 275.000 - gravel - 32S/16D                                       | Daniel Orsanic Jan Siemerink    | David Adams Andrej Olchovski   | 6-4, 6-2           | Details |
| 25 juli         | Players LTD. International Canadian Open Toronto, Canada ATP Super 9 $ 1.470.000 - hardcourt - 56S/28D              | Andre Agassi                    | Jason Stoltenberg              | 6-4, 6-4           | Details |
| 25 juli         | Players LTD. International Canadian Open Toronto, Canada ATP Super 9 $ 1.470.000 - hardcourt - 56S/28D              | Byron Black Jonathan Stark      | Patrick McEnroe Jared Palmer   | 6-4, 6-4           | Details |

### Augustus
| Week van                | Toernooi | Winnaar(s)                      | Finalist(en)                   | Uitslag finale          | Details |
| ----------------------- | --- | ------------------------------- | ------------------------------ | ----------------------- | ------- |
| 1 augustus              | EA Generali Open Kitzbühel, Oostenrijk ATP World Series $ 375.000 - gravel - 48S/24D                        | Goran Ivanišević                | Fabrice Santoro                | 6-2, 4-6, 4-6, 6-3, 6-2 | Details |
| 1 augustus              | EA Generali Open Kitzbühel, Oostenrijk ATP World Series $ 375.000 - gravel - 48S/24D                        | David Adams Andrej Olchovski    | Sergio Casal Emilio Sánchez    | 6-7, 6-3, 7-5           | Details |
| 1 augustus              | Volvo International Los Angeles, Verenigde Staten ATP World Series $ 288.750 - hardcourt - 32S/16D          | Boris Becker                    | Mark Woodforde                 | 6-2, 6-2                | Details |
| 1 augustus              | Volvo International Los Angeles, Verenigde Staten ATP World Series $ 288.750 - hardcourt - 32S/16D          | John Fitzgerald Mark Woodforde  | Scott Davis Brian MacPhie      | 4-6, 6-2, 6-0           | Details |
| 1 augustus              | Skoda Czech Open Praag, Tsjechië ATP World Series $ 340.000 - gravel - 32S/16D                              | Sergi Bruguera                  | Andrej Medvedev                | 6-3, 6-4                | Details |
| 1 augustus              | Skoda Czech Open Praag, Tsjechië ATP World Series $ 340.000 - gravel - 32S/16D                              | Karel Novácek Mats Wilander     | Tomáš Krupa Pavel Vízner       | Walk-over               | Details |
| 8 augustus              | Thriftway ATP Championships Cincinnati, Verenigde Staten ATP Super 9 $ 1.470.000 - hardcourt - 56S/28D      | Michael Chang                   | Stefan Edberg                  | 6-2, 7-5                | Details |
| 8 augustus              | Thriftway ATP Championships Cincinnati, Verenigde Staten ATP Super 9 $ 1.470.000 - hardcourt - 56S/28D      | Alex O'Brien Sandon Stolle      | Wayne Ferreira Mark Kratzmann  | 6-7, 6-3, 6-2           | Details |
| 8 augustus              | Campinati Internazionali di San Marino San Marino, San Marino ATP World Series $ 275.000 - gravel - 32S/16D | Carlos Costa                    | Oliver Gross                   | 6-1, 6-3                | Details |
| 8 augustus              | Campinati Internazionali di San Marino San Marino, San Marino ATP World Series $ 275.000 - gravel - 32S/16D | Neil Broad Greg Van Emburgh     | Jordi Arrese Renzo Furlan      | 6-4, 7-6                | Details |
| 15 augustus             | RCA Championships Indianapolis, Verenigde Staten ATP Championship Series $ 915.000 - hardcourt - 56S/28D    | Wayne Ferreira                  | Olivier Delaître               | 6-2, 6-1                | Details |
| 15 augustus             | RCA Championships Indianapolis, Verenigde Staten ATP Championship Series $ 915.000 - hardcourt - 56S/28D    | Todd Woodbridge Mark Woodforde  | Jim Grabb Richey Reneberg      | 6-3, 6-4                | Details |
| 15 augustus             | Volvo International New Haven, Verenigde Staten ATP Championship Series $ 915.000 - hardcourt - 56S/28D     | Boris Becker                    | Marc Rosset                    | 6-3, 7-5                | Details |
| 15 augustus             | Volvo International New Haven, Verenigde Staten ATP Championship Series $ 915.000 - hardcourt - 56S/28D     | Grant Connell Patrick Galbraith | Jacco Eltingh Paul Haarhuis    | 6-4, 7-6                | Details |
| 22 augustus             | Croatia Open Umag, Kroatië ATP World Series $ 375.000 - gravel - 32S/16D                                    | Alberto Berasategui             | Karol Kučera                   | 6-2, 6-4                | Details |
| 22 augustus             | Croatia Open Umag, Kroatië ATP World Series $ 375.000 - gravel - 32S/16D                                    | Diego Pérez Francisco Roig      | Karol Kučera Paul Wekesa       | 6-2, 6-4                | Details |
| 22 augustus             | Waldbaum's Hamlet Cup Long Island, Verenigde Staten ATP World Series $ 288.750 - hardcourt - 32S/16D        | Jevgeni Kafelnikov              | Cédric Pioline                 | 5-7, 6-1, 6-2           | Details |
| 22 augustus             | Waldbaum's Hamlet Cup Long Island, Verenigde Staten ATP World Series $ 288.750 - hardcourt - 32S/16D        | Olivier Delaître Guy Forget     | Andrew Florent Mark Petchey    | 6-4, 7-6                | Details |
| 22 augustus             | OTB International Schenectady, Verenigde Staten ATP World Series $ 288.750 - hardcourt - 32S/16D            | Jacco Eltingh                   | Chuck Adams                    | 6-3, 6-4                | Details |
| 22 augustus             | OTB International Schenectady, Verenigde Staten ATP World Series $ 288.750 - hardcourt - 32S/16D            | Jan Apell Jonas Björkman        | Jacco Eltingh Paul Haarhuis    | 6-4, 7-6                | Details |
| 29 augustus 5 september | US Open New York, Verenigde Staten Grand Slam $ 4.100.800 - hardcourt 128S/128Q/64D/16Q/32X                 | Andre Agassi                    | Michael Stich                  | 6-1, 7-6(5), 7-5        | Details |
| 29 augustus 5 september | US Open New York, Verenigde Staten Grand Slam $ 4.100.800 - hardcourt 128S/128Q/64D/16Q/32X                 | Jacco Eltingh Paul Haarhuis     | Todd Woodbridge Mark Woodforde | 6-3, 7-6                | Details |
| 29 augustus 5 september | US Open New York, Verenigde Staten Grand Slam $ 4.100.800 - hardcourt 128S/128Q/64D/16Q/32X                 | Elna Reinach Patrick Galbraith  | Jana Novotná Todd Woodbridge   | 6-2, 6-4                | Details |

### September
| Week van                  | Toernooi                                                                                           | Winnaar(s)                   | Finalist(en)                       | Uitslag finale        | Details |
| ------------------------- | -------------------------------------------------------------------------------------------------- | ---------------------------- | ---------------------------------- | --------------------- | ------- |
| 12 september              | Bogotá Open Bogota, Colombia ATP World Series $ 288.750 - gravel - 32S/16D                         | Nicolas Pereira              | Mauricio Hadad                     | 6-3, 3-6, 6-4         | Details |
| 12 september              | Bogotá Open Bogota, Colombia ATP World Series $ 288.750 - gravel - 32S/16D                         | Mark Knowles Daniel Nestor   | Luke Jensen Murphy Jensen          | 6-4, 7-6              | Details |
| 12 september              | Grand Prix Passing Shot Bordeaux, Frankrijk ATP World Series $ 375.000 - gravel - 32S/16D          | Wayne Ferreira               | Jeff Tarango                       | 6-0, 7-5              | Details |
| 12 september              | Grand Prix Passing Shot Bordeaux, Frankrijk ATP World Series $ 375.000 - gravel - 32S/16D          | Olivier Delaître Guy Forget  | Diego Nargiso Guillaume Raoux      | 6-2, 2-6, 7-5         | Details |
| 12 september              | Romanian Open Boekarest, Roemenië ATP World Series $ 525.000 - gravel - 32S/16D                    | Franco Davín                 | Goran Ivanišević                   | 6-2, 6-4              | Details |
| 12 september              | Romanian Open Boekarest, Roemenië ATP World Series $ 525.000 - gravel - 32S/16D                    | Wayne Arthurs Simon Youl     | Jordi Arrese Jose Antonio Conde    | 6-4, 6-4              | Details |
| 23 september 25 september | Davis Cup (halve finale)                                                                           |                              |                                    |                       | Details |
| 26 september              | Davidoff Swiss Indoors Bazel, Zwitserland ATP World Series $ 775.000 - tapijt (i) - 32S/16D        | Wayne Ferreira               | Patrick McEnroe                    | 4-6, 6-2, 7-6(7), 6-3 | Details |
| 26 september              | Davidoff Swiss Indoors Bazel, Zwitserland ATP World Series $ 775.000 - tapijt (i) - 32S/16D        | Patrick McEnroe Jared Palmer | Lan Bale John-Laffnie de Jager     | 6-3, 7-6              | Details |
| 26 september              | Campionati Internazionali di Sicilia Palermo, Italië ATP World Series $ 290.000 - gravel - 32S/16D | Alberto Berasategui          | Àlex Corretja                      | 2-6, 7-6(6), 6-4      | Details |
| 26 september              | Campionati Internazionali di Sicilia Palermo, Italië ATP World Series $ 290.000 - gravel - 32S/16D | Tom Kempers Jack Waite       | Neil Broad Greg Van Emburgh        | 7-6, 6-4              | Details |
| 26 september              | Kuala Lumpur Open Kuala Lumpur, Maleisië ATP World Series $ 375.000 - tapijt (i) - 32S/16D         | Jacco Eltingh                | Andrej Olchovski                   | 7-6(1), 2-6, 6-4      | Details |
| 26 september              | Kuala Lumpur Open Kuala Lumpur, Maleisië ATP World Series $ 375.000 - tapijt (i) - 32S/16D         | Jacco Eltingh Paul Haarhuis  | Nicklas Kulti Lars-Anders Wahlgren | 6-0, 7-5              | Details |

### Oktober
| Week van   | Toernooi | Winnaar(s)                      | Finalist(en)                      | Uitslag finale           | Details |
| ---------- | --- | ------------------------------- | --------------------------------- | ------------------------ | ------- |
| 3 oktober  | Athens International Athene, Griekenland ATP World Series $ 188.750 - gravel - 32S/16D                              | Alberto Berasategui             | Oscar Martinez                    | 4-6, 7-6(4), 6-3         | Details |
| 3 oktober  | Athens International Athene, Griekenland ATP World Series $ 188.750 - gravel - 32S/16D                              | Luis Lobo Javier Sánchez        | Cristian Brandi Federico Mordegan | 5-7, 6-1, 6-4            | Details |
| 3 oktober  | Grand Prix de Tennis de Toulouse Toulouse, Frankrijk ATP World Series $ 375.000 - hardcourt (i)- 32S/16D            | Magnus Larsson                  | Jared Palmer                      | 6-1, 6-3                 | Details |
| 3 oktober  | Grand Prix de Tennis de Toulouse Toulouse, Frankrijk ATP World Series $ 375.000 - hardcourt (i)- 32S/16D            | Menno Oosting Daniel Vacek      | Patrick McEnroe Jared Palmer      | 7-6, 6-7, 6-3            | Details |
| 3 oktober  | Australian Indoor Tennis Championship Sydney, Australië ATP Championship Series $ 865.000 - hardcourt (i) - 32S/16D | Richard Krajicek                | Boris Becker                      | 7-6(5), 7-6(7), 2-6, 6-3 | Details |
| 3 oktober  | Australian Indoor Tennis Championship Sydney, Australië ATP Championship Series $ 865.000 - hardcourt (i) - 32S/16D | Jacco Eltingh Paul Haarhuis     | Byron Black Jonathan Stark        | 6-4, 7-6                 | Details |
| 10 oktober | Seiko Super Tennis Tokio, Japan ATP Championship Series $ 895.000 - tapijt (i) 48S/24D                              | Goran Ivanišević                | Michael Chang                     | 6-4, 6-4                 | Details |
| 10 oktober | Seiko Super Tennis Tokio, Japan ATP Championship Series $ 895.000 - tapijt (i) 48S/24D                              | Grant Connell Patrick Galbraith | Byron Black Jonathan Stark        | 6-3, 3-6, 6-4            | Details |
| 10 oktober | Tel Aviv Open Tel Aviv, Israël ATP World Series $ 250.000 - hardcourt - 32S/16D                                     | Wayne Ferreira                  | Amos Mansdorf                     | 7-6(4), 6-3              | Details |
| 10 oktober | Tel Aviv Open Tel Aviv, Israël ATP World Series $ 250.000 - hardcourt - 32S/16D                                     | Lan Bale John-Laffnie de Jager  | Jan Apell Jonas Björkman          | 6-7, 6-2, 7-6            | Details |
| 10 oktober | Czech Indoor Ostrava, Tsjechië ATP World Series $ 290.000 - tapijt (i)- 32S/16D                                     | MaliVai Washington              | Arnaud Boetsch                    | 4-6, 6-3, 6-3            | Details |
| 10 oktober | Czech Indoor Ostrava, Tsjechië ATP World Series $ 290.000 - tapijt (i)- 32S/16D                                     | Martin Damm Karel Novácek       | Gary Muller Piet Norval           | 6-4, 1-6, 6-3            | Details |
| 17 oktober | Grand Prix de Tennis de Lyon Lyon, Frankrijk ATP World Series $ 575.000 - tapijt (i)- 32S/16D                       | Marc Rosset                     | Jim Courier                       | 6-4, 7-6(2)              | Details |
| 17 oktober | Grand Prix de Tennis de Lyon Lyon, Frankrijk ATP World Series $ 575.000 - tapijt (i)- 32S/16D                       | Jakob Hlasek Jevgeni Kafelnikov | Martin Damm Patrick Rafter        | 6-7, 7-6, 7-6            | Details |
| 17 oktober | CA Tennis Trophy Wenen, Oostenrijk ATP World Series $ 375.000 - tapijt (i) - 32S/16D                                | Andre Agassi                    | Michael Stich                     | 7-6(4), 4-6, 6-2, 6-3    | Details |
| 17 oktober | CA Tennis Trophy Wenen, Oostenrijk ATP World Series $ 375.000 - tapijt (i) - 32S/16D                                | Mike Bauer David Rikl           | Alex Antonitsch Greg Rusedski     | 7-6, 6-4                 | Details |
| 17 oktober | Salem Open Beijing Peking, China ATP World Series $ 295.000 - tapijt (i) - 32S/16D                                  | Michael Chang                   | Anders Järryd                     | 7-5, 7-5                 | Details |
| 17 oktober | Salem Open Beijing Peking, China ATP World Series $ 295.000 - tapijt (i) - 32S/16D                                  | Tommy Ho Kent Kinnear           | David Adams Andrej Olchovski      | 7-6, 6-3                 | Details |
| 24 oktober | Stockholm Open Stockholm, Zweden ATP Super 9 $ 1.470.000 - tapijt (i) - 48S/24D                                     | Boris Becker                    | Goran Ivanišević                  | 4-6, 6-4, 6-3, 7-6(4)    | Details |
| 24 oktober | Stockholm Open Stockholm, Zweden ATP Super 9 $ 1.470.000 - tapijt (i) - 48S/24D                                     | Todd Woodbridge Mark Woodforde  | Jan Apell Jonas Björkman          | 6-3, 6-4                 | Details |
| 24 oktober | Hellman's Cup Santiago, Chili ATP World Series $ 188.750 - gravel - 32S/16D                                         | Alberto Berasategui             | Francisco Clavet                  | 6-3, 6-4                 | Details |
| 24 oktober | Hellman's Cup Santiago, Chili ATP World Series $ 188.750 - gravel - 32S/16D                                         | Karel Novácek Mats Wilander     | Tomás Carbonell Francisco Roig    | 4-6, 7-6, 7-6            | Details |
| 31 oktober | Paris Open Parijs, Frankrijk ATP Super 9 $ 2,000,000 - tapijt (i) - 48S/24D                                         | Andre Agassi                    | Marc Rosset                       | 6-3, 6-3, 4-6, 7-5       | Details |
| 31 oktober | Paris Open Parijs, Frankrijk ATP Super 9 $ 2,000,000 - tapijt (i) - 48S/24D                                         | Jacco Eltingh Paul Haarhuis     | Byron Black Jonathan Stark        | 3-6, 7-6, 7-5            | Details |
| 31 oktober | ATP Montevideo Montevideo, Uruguay ATP World Series $ 188.750 - gravel - 32S/16D                                    | Alberto Berasategui             | Francisco Clavet                  | 6-4, 6-0                 | Details |
| 31 oktober | ATP Montevideo Montevideo, Uruguay ATP World Series $ 188.750 - gravel - 32S/16D                                    | Marcelo Filippini Luiz Mattar   | Sergio Casal Emilio Sánchez       | 7-6, 6-4                 | Details |

### November
| Week van    | Toernooi                                                                                                  | Winnaar(s)                  | Finalist(en)                        | Uitslag finale          | Details |
| ----------- | --- | --------------------------- | ----------------------------------- | ----------------------- | ------- |
| 7 november  | Topper South American Open Buenos Aires, Argentinië ATP World Series $ 288.750 - gravel - 32S/16D         | Àlex Corretja               | Javier Frana                        | 6-3, 5-7, 7-6(5)        | Details |
| 7 november  | Topper South American Open Buenos Aires, Argentinië ATP World Series $ 288.750 - gravel - 32S/16D         | Sergio Casal Emilio Sánchez | Tomás Carbonell Francisco Roig      | 6-3, 6-2                | Details |
| 7 november  | Kremlin Cup Moskou, Rusland ATP World Series $ 1.000.000 - tapijt (i) - 32S/16D                           | Aleksandr Volkov            | Chuck Adams                         | 6-2, 6-4                | Details |
| 7 november  | Kremlin Cup Moskou, Rusland ATP World Series $ 1.000.000 - tapijt (i) - 32S/16D                           | Jacco Eltingh Paul Haarhuis | David Adams Andrej Olchovski        | Walk-over               | Details |
| 7 november  | The European Community Championship Antwerpen, België ATP World Series $ 1.100.000 - tapijt (i) - 32S/16D | Pete Sampras                | Magnus Larsson                      | 7-6(5), 6-4             | Details |
| 7 november  | The European Community Championship Antwerpen, België ATP World Series $ 1.100.000 - tapijt (i) - 32S/16D | Jan Apell Jonas Björkman    | Hendrik Jan Davids Sébastien Lareau | 4-6, 6-1, 6-2           | Details |
| 14 november | ATP Tour World Championships Frankfurt, Duitsland Tennis Masters Cup $3.000.000 tapijt (i) - 8S (RR)      | Pete Sampras                | Boris Becker                        | 4-6, 6-3, 7-5, 6-4      | Details |
| 21 november | ATP Tour World Doubles Championships Jakarta, Indonesië Tennis Masters Cup $ 500.000 tapijt (i) - 8D (RR) | Jan Apell Jonas Björkman    | Todd Woodbridge Mark Woodforde      | 6-4, 4-6, 4-6, 7-6, 7-6 | Details |

### December
| Week van              | Toernooi                                                                | Winnaar(s)     | Finalist(en)  | Uitslag finale           | Details       |
| --------------------- | ----------------------------------------------------------------------- | -------------- | ------------- | ------------------------ | ------------- |
| 2 december 4 december | Davis Cup (finale)                                                      | Zweden         | Rusland       | 4-1                      | Details       |
| 5 december            | Compaq Grand Slam Cup München, Duitsland $ 6.000.000 - tapijt (i) - 16S | Magnus Larsson | Pete Sampras  | 7-6(6), 4-6, 7-6(5), 6-4 | Details       |
| 12 december           | Geen toernooi                                                           | Geen toernooi  | Geen toernooi | Geen toernooi            | Geen toernooi |
| 19 december           | Geen toernooi                                                           | Geen toernooi  | Geen toernooi | Geen toernooi            | Geen toernooi |
| 26 december           | Geen toernooi                                                           | Geen toernooi  | Geen toernooi | Geen toernooi            | Geen toernooi |

## Statistieken toernooien

### Toernooien per ondergrond
| Ondergrond   | Aantal | Buiten/binnen | Aantal |
| ------------ | ------ | ------------- | ------ |
| Hardcourt    | 31     | Buiten        | 26     |
| Hardcourt    | 31     | Binnen        | 5      |
| Gravel       | 35     | Buiten        | 35     |
| Gravel       | 35     | Binnen        | 0      |
| Tapijt       | 21     | Binnen        | 21     |
| Gras         | 6      | Buiten        | 6      |
| Verschillend | 1      | Verschillend  | 1      |
| Totaal       | 95     |               |        |

### Best of five finales enkelspel
| Categorie               | Aantal |
| ----------------------- | ------ |
| Grand Slams             | 4/4    |
| Tennis Masters Cup      | 1/1    |
| ATP Super 9             | 6/9    |
| ATP Championship Series | 4/13   |
| ATP World Series        | 5/63   |
| World Team Cup          | 0/1    |
| ITF evenementen         | 2/3    |
| Totaal                  | 22/94  |